# جيري غروسمان
جيري غروسمان (بالتشيكية: Jiří Grossmann)‏ هو كاتب وكاتب أغاني وشاعر وممثل تشيكي، ولد في 20 يوليو 1941 في براغ في التشيك، وتوفي بنفس المكان في 5 ديسمبر 1971 بسبب لمفوما هودجكين.

## وصلات خارجية
- جيري غروسمان على موقع IMDb (الإنجليزية)
- جيري غروسمان على موقع ميوزك برينز (الإنجليزية)
- جيري غروسمان على موقع ميوزك برينز (الإنجليزية)
- جيري غروسمان على موقع ديسكوغز (الإنجليزية)
- جيري غروسمان على موقع قاعدة بيانات الفيلم (الإنجليزية)
- جيري غروسمان على موقع كينوبويسك (الروسية)